# Tony Williams (rugby à XIII)
Pour les articles homonymes, voir Williams et Tony Williams (homonymie).

a Compétitions nationales et continentales officielles uniquement.

b Matchs officiels uniquement.
Tony Williams, né le 12 décembre 1988 à Sydney (Australie), est un joueur de rugby à XIII australien d'origine tongienne évoluant au poste de deuxième ligne, troisième ligne, centre ou ailier. Il fait ses débuts en National Rugby League avec les Eels de Parramatta lors de la saison 2008 avant de rejoindre pour quatre saisons entre 2009 et 2012 les Sea Eagles de Manly-Warringah, puis en 2013 il signe aux Bulldogs de Canterbury-Bankstown. Il prend part également aux State of Origin avec la Nouvelle-Galles du sud depuis 2012 ainsi qu'au City vs Country Origin. Enfin, il a disputé la Coupe du monde 2008 avec la sélection des Tonga et a revêtu le maillot de l'équipe d'Australie en 2011.

## Statistiques
| Saison | Club                          | Compétition           | Matchs | Points | Essais | Goals | Drops |
| ------ | ----------------------------- | --------------------- | ------ | ------ | ------ | ----- | ----- |
| 2008   | Parramatta Eels               | National Rugby League | 11     | 16     | 4      | -     | -     |
| 2009   | Manly-Warringah Sea Eagles    | National Rugby League | 12     | 36     | 9      | -     | -     |
| 2010   | Manly-Warringah Sea Eagles    | National Rugby League | 25     | 64     | 16     | -     | -     |
| 2011   | Manly-Warringah Sea Eagles    | National Rugby League | 20     | 24     | 6      | -     | -     |
| 2012   | Manly-Warringah Sea Eagles    | National Rugby League | 16     | 16     | 4      | -     | -     |
| 2013   | Canterbury-Bankstown Bulldogs | National Rugby League | 23     | 20     | 5      | -     | -     |
| 2014   | Canterbury-Bankstown Bulldogs | National Rugby League | 10     | 12     | 3      | -     | -     |